# Păltiniș (gmina w okręgu Botoszany)
Păltiniș – gmina w Rumunii, w okręgu Botoszany. Obejmuje miejscowości Cuzlău, Horodiștea, Păltiniș i Slobozia. W 2011 roku liczyła 2794 mieszkańców.